# Внутрішні війська МВС Росії
Внутрішні війська Міністерства внутрішніх справ Російської Федерації (рос. Внутренние войска Министерства внутренних дел Российской Федерации, ВВ МВД России) — об'єднання, що існувало у структурі міністерства внутрішніх справ РФ і виконувало завдання з забезпечення внутрішньої безпеки держави, громадської безпеки, захисту прав і свобод людини і громадянина від злодійських й інших протиправних посягань.
5 квітня 2016 року Президент Росії Володимир Путін підписав указ про створення на основі внутрішніх військ МВС Росії військ національної гвардії Російської Федерації, що входять до структури федеральної служби військ національної гвардії РФ.

## Історія
Правонаступництво Внутрішніх військ МВС Росії від формувань, що виконували схожі функції у СРСР (ВВ МВС СРСР) та у Російській імперії (Внутрішня сторожа) відсутнє.
Указом Президента РРФСР від 20 жовтня 1991 року усі формування Внутрішніх військ МВС СРСР, які базувались на території РРФСР, були прийняті під юрисдикцію РРФСР і підпорядковані МВС Росії.
9 листопада 1991 року указ був схвалений Президією Верховної Ради РРФСР.
Внутрішні війська МВС Росії отримали офіційний статус 24 вересня 1992 року, з прийняттям Закону Російської Федерації №3534-1 «Про внутрішні війська Міністерства внутрішніх справ Російської Федерації».
До 1996 року здійснювали охорону виправних установ, а функції конвоювання спецконтингенту до 1 січня 1999 року.

### Російсько-чеченський конфлікт
Внутрішні війська МВС Росії були основною силою придушення народно-визвольних рухів народів Північного Кавказу у двох маштабних військових конфліктах:
- Перша російсько-чеченська війна;
- Друга російсько-чеченська війна.

Внутрішні війська забезпечували режим КТО на Північному Кавказі, виконуючи завдання патрульно-постової служби і оперативного реагування на заворушення.

### Останні роки
|                                                                                            |  |  |
| Срібна пам'ятна монета номіналом 3 рубля, присвячена 200-річчю Внутрішніх військ МВС Росії |  |  |

|                                   |  |  |
| Золота монета номіналом 50 рублів |  |  |

Фактично внутрішні війська Росії були перетворені на дублююче функції збройних сил у разі внутрішніх протистоянь потужне напіввійськове формування. На кінець свого існування внутрішні війська були повністю моторизованими, оперативні (мотострілецькі) частини мали бронетехніку. Внутрішні війська мали свої власні авіаційні, артилерійські, інженерні, морські частини.
У рамках конкурентного внутрішнього протистояння силового блоку внутрішні війська МВС Росії збирали до себе кваліфіковані кадри збройних сил Російської Федерації та спеціальних служб (ФСБ Росії, ГРУ Генштабу ЗС РФ і СЗР Росії). Це спричинило створення власного розвідувального управління ВВ МВС Росії, за прикладом армійської розвідки.
Власні розвідпідрозділи стали створюватися в 90-му році. Безпосередню участь у створенні розвідки взяв Сергій Джобадзе, на той час підполковник Лагодехської бригади СпП ГРУ ГШ ЗС. Він був призначений начальником розвідвідділу внутрішніх військ (прослужив до 1995 року) (Червона зірка, 07.06.2002).
Начальник розвідувального управління — заступник начальника головного штабу Внутрішніх військ МВС Росії генерал-майор Сергій Куцов.
Чисельність на 1 грудня 2011 — 212 000 осіб.
Чисельність на 2013 рік після скорочення склала близько 170 тисяч.
5 квітня 2016 року президент Росії Володимир Путін видав указ про створення на базі ВВ МВС Росії Національної гвардії Росії.

## Структура
ВВ МВС Росії складались з наступних формувань:
- органи управління внутрішніми військами (Головне командування і Регіональні командування);
- з'єднання і військові частини оперативного призначення (мотострілецькі);
- Спеціальні моторизовані військові частини;
- з'єднання та військові частини з охорони важливих державних об'єктів і спеціальних вантажів;
- авіаційні військові частини;
- морські військові частини[ru];
- військові освітні установи вищої професійної освіти;
- розвідувальні військові частини (підрозділи);
- військові частини (підрозділи) спеціального призначення;
- установи (медичні, наукові та інші) і військові частини забезпечення діяльності внутрішніх військ (навчальні, зв'язку та інші).

### Регіональні командування
Для управління формуваннями внутрішніх військ було створено регіональні командування за територіями однойменних федеральних округ Росії.
Виключення складає Східне регіональне командування, яке керує формуваннями внутрішніх військ, що дислокуються на території Далекосхідної федеральної округи, а також Північно-Кавказьке регіональне командування, у зону відповідальності якого входять Південна і Кримська федеральна округи. Разом на 9 федеральних округів створено 7 регіональних командувань:
1. Східне регіональне командування — Хабаровськ
2. Сибірське регіональне командування — Новосибірськ
3. Уральське регіональне командування — Єкатеринбург
4. Північно-Західне регіональне командування — Санкт-Петербург
5. Приволзьке регіональне командування — Нижній Новгород
6. Північно-Кавказьке регіональне командування — Ростов-на-Дону
7. Центральне регіональне командування — Москва

У 2014 році, в зв'язку з анексією Автономної Республіки Крим і Севастополя Російською Федерацією, Північно-Кавказьке Командування ВВ МВС Росії поповнилося п'ятьма колишніми частинами внутрішніх військ України..

### Окрема дивізія оперативного призначення
У окремому підпорядкуванні знаходиться найстаріше з'єднання внутрішніх військ, яке дислокується у підмосков'ї. Це Окрема дивізія оперативного призначення, повна назва якої Окрема орденів Жукова, Леніна і Жовтневої Революції Червонопрапорна дивізія оперативного призначення імені Ф. Е. Дзержинського (рос. Отдельная орденов Жукова, Ленина и Октябрьской Революции Краснознамённая дивизия оперативного назначения имени Ф. Э. Дзержинского). У завдання дивізії входить охорона громадського порядку в Москві і Московській області, боротьба з тероризмом і екстремізмом, у воєнний час - охорона важливих державних об'єктів. Основні сили дивізії розквартировані в Балашисі-15, Московська область. До лютого 1994 року з'єднання називалося Окрема орденів Леніна і Жовтневої Революції Червонопрапорна мотострілецька дивізія особливого призначення ім. Ф. Е. Дзержинського (ОМСДОП). Після переформування згадка імені Ф. Е. Дзержинського зникло з офіційної назви дивізії, однак у вересні 2014 року було повернуто. Всього дивізія налічує більше десяти тисяч особового складу, сотні одиниць бронетехніки і артилерії, а також має гелікоптери.

### Формування спеціального призначення внутрішніх військ
Для формувань спеціального призначення внутрішніх військ часто застосовується термін «спецприз» (рос. спецназ). Загальна чисельність таких підрозділів оцінюється у 17 тисяч осіб.
Раніше до штату бригад оперативного призначення (БрОП) і полків оперативного призначення (ПОП) внутрішніх військ входили навчальні роти спецпризу (НРСпП). Роти складалися з трьох взводів: 1-й і 2-й взводи спецпризу були штурмовими, а 3-й був взводом розвідки.
Наприкінці 1993 року у полках та бригадах на базі розвідувальних взводів були створені розвідувальні роти, а два штурмових взводи НРСпП виділили у групу спеціального призначення (ГСпП). У деяких частинах оперативного призначення процес створення ГСпП і розвідувальних рот відбувався не на базі НРСпП, а напряму. У зв'язку із реорганізацією у 1998-99 роках групи спеціального призначення (ГСпП) були розформовані. У полках і бригадах залишились тільки розвідувальні роти.

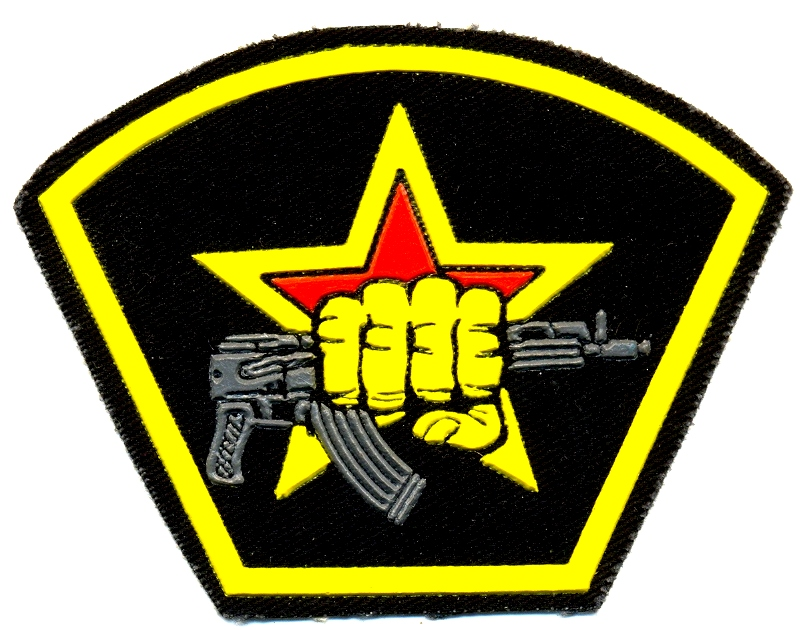
Нарукавний знак спеціальних підрозділів внутрішніх військ МВС Росії
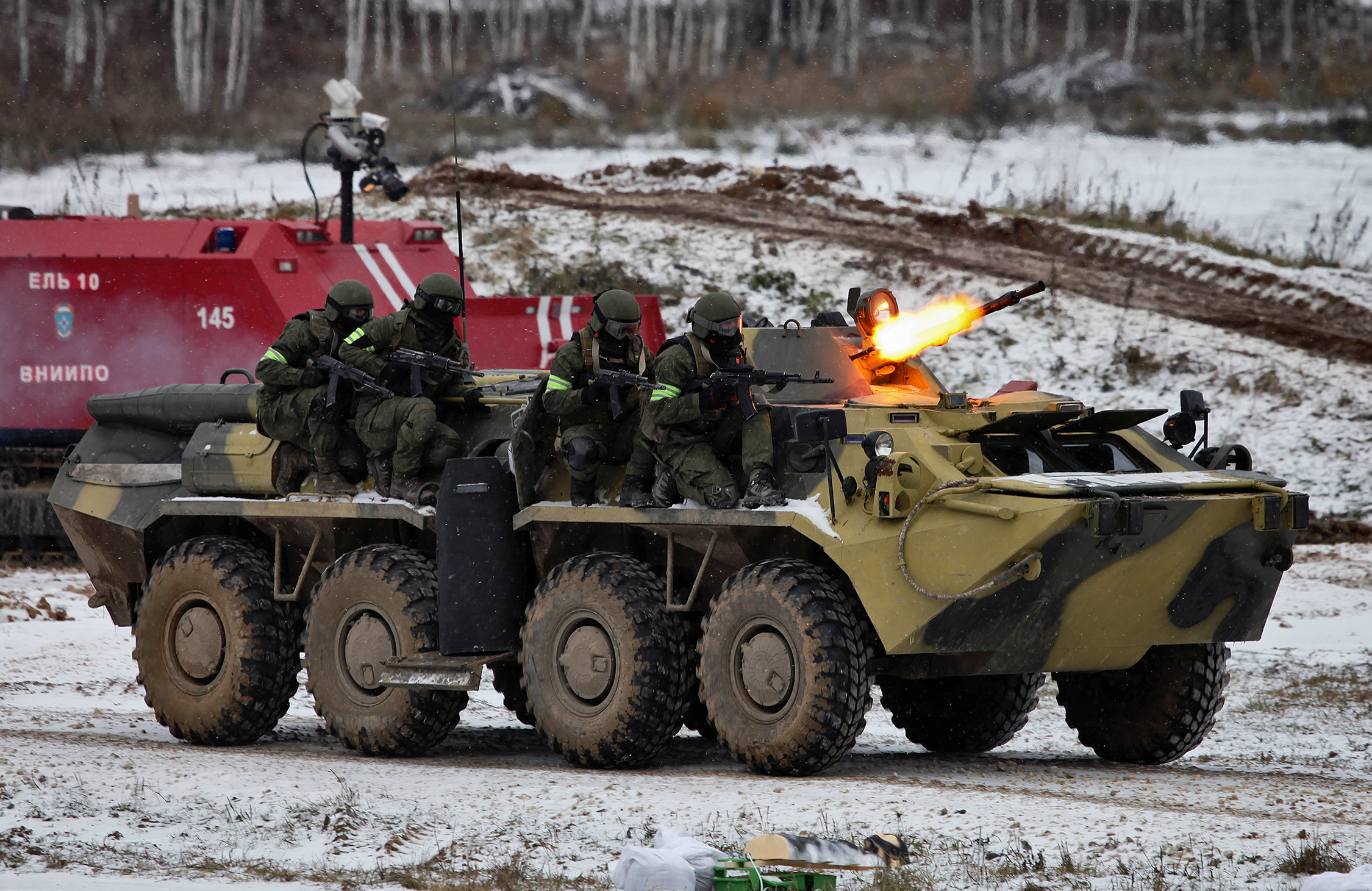
Військовослужбовці 604-го ЦСпП ВВ МВС Росії на Интерполітесі, 2014 р.
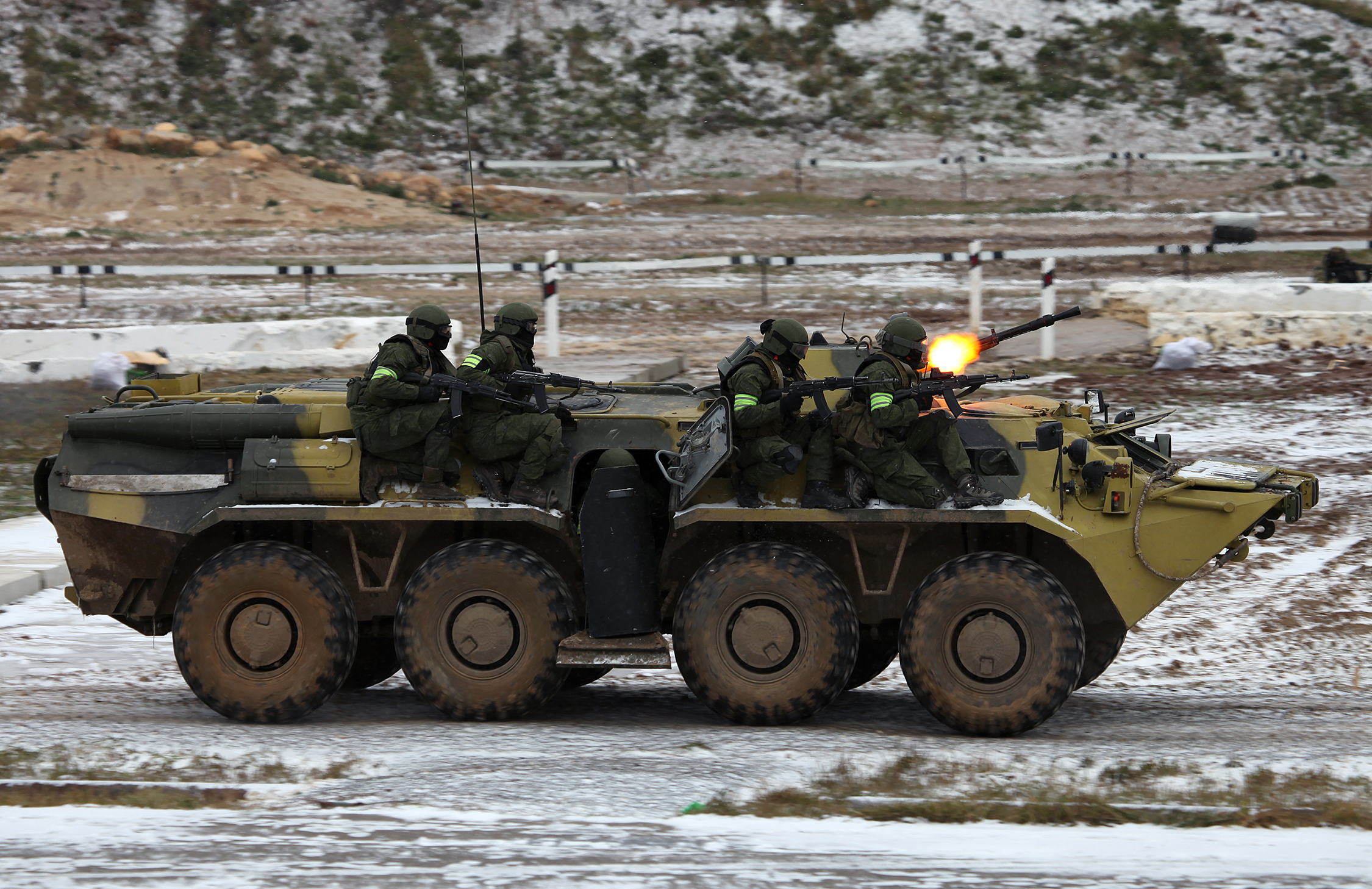
604-й ЦСпП ВВ МВС Росії
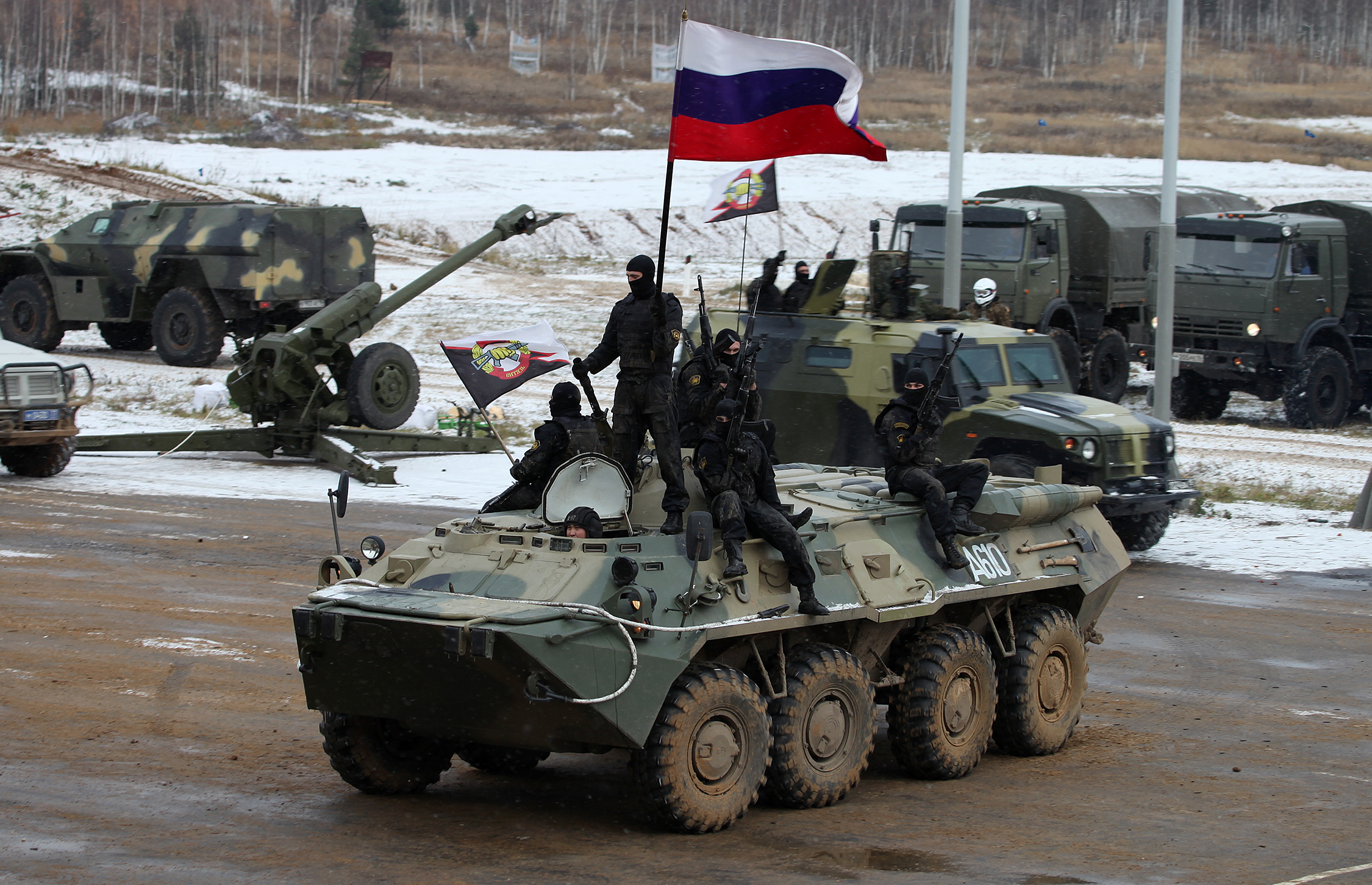
604-й ЦСпП ВВ МВС Росії
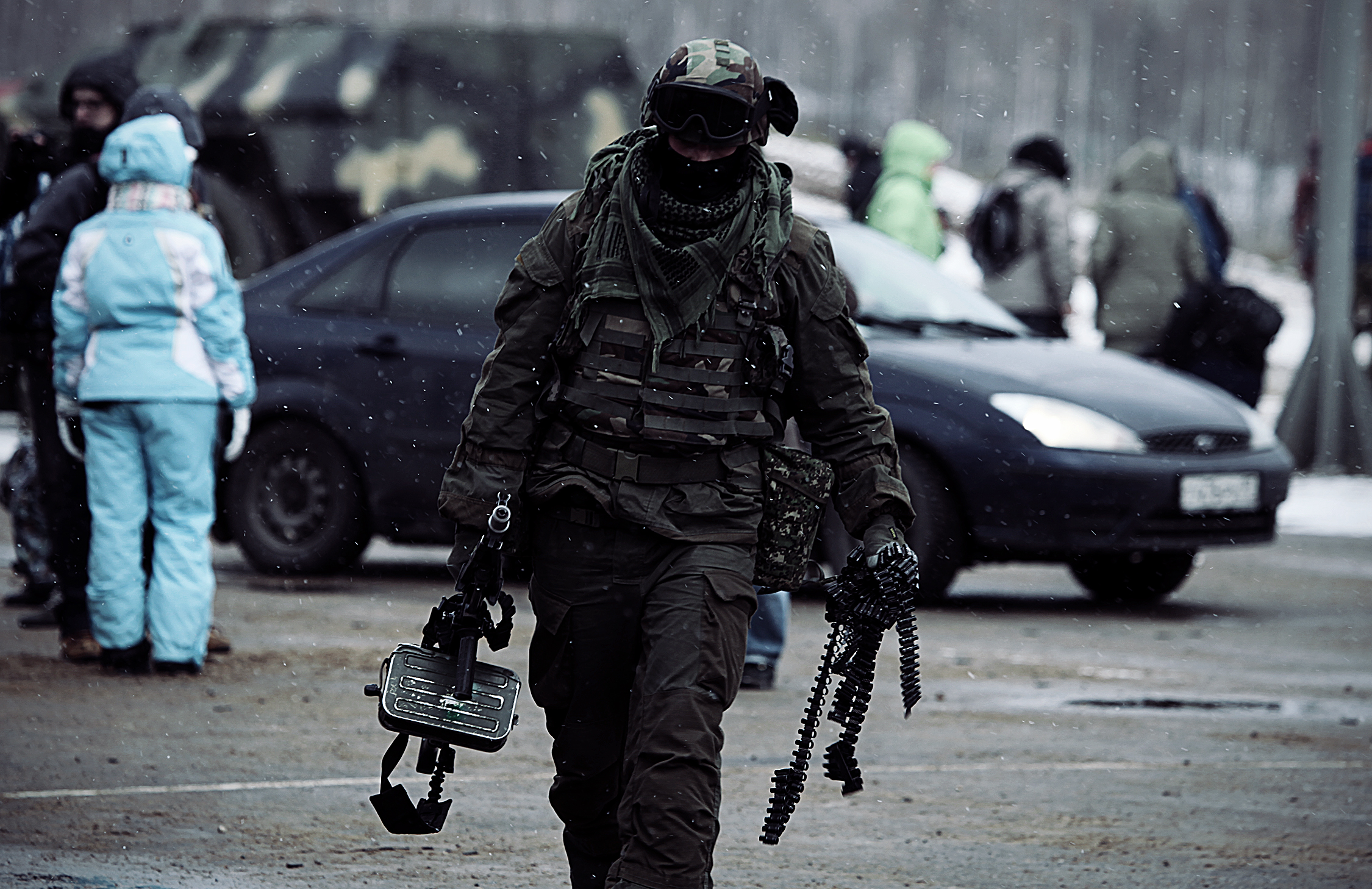
Військовослужбовець 604-го ЦСпП ВВ МВС Росії

### Авіація внутрішніх військ
Авіаційні полки та окремі авіаційні ескадрильї знаходяться у вісіх регіонах Російської Федерації. Використовуються 6 типів літаків (Іл-76, Ту-154, Ту-134, Ан-72, Ан-26, Ан-12) і 3 типи гелікоптерів (Мі-26, Мі-24 і Мі-8).

## Командування

### Командувачі

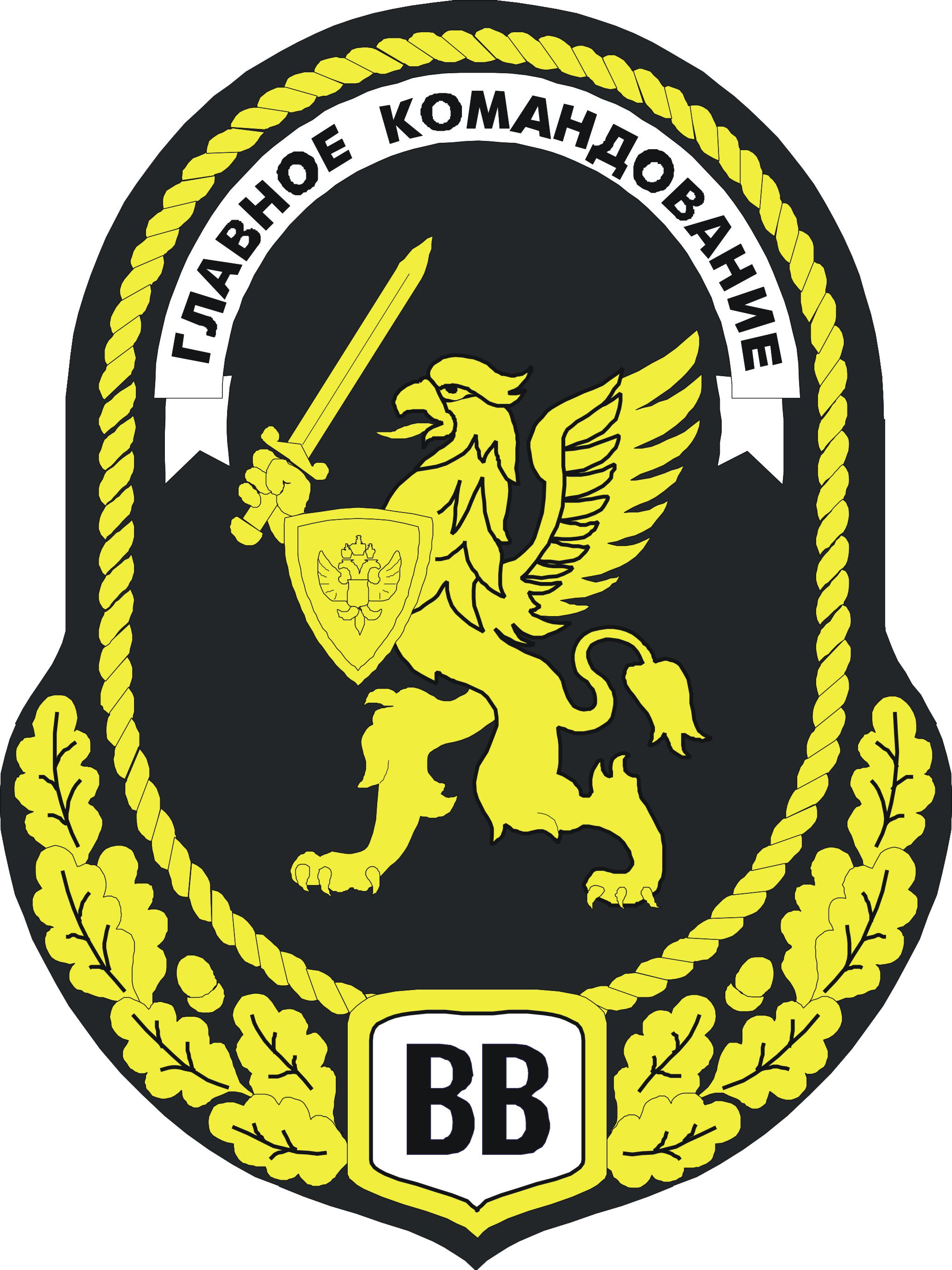
Нарукавний знак Головного командування внутрішніх військ МВС Росії

Головнокомандувачі внутрішніх військ МС Росії з 1991 року:
1. генерал-полковник Саввін Василь Нестерович[ru] (1991—1992)
2. генерал-полковник, з 1995 генерал армії Куликов Анатолій Сергійович (1992—1995)
3. генерал-полковник Романов Анатолій Олександрович[ru] (1995)
4. генерал-полковник Шкірко Анатолій Опанасович[ru] (1995—1997)
5. генерал-полковник Шевцов Леонтій Павлович[ru] (1997—1998)
6. генерал-полковник Маслов Павло Тихонович[ru] (1998—1999)
7. генерал-полковник Овчинников В'ячеслав Вікторович[ru] (1999—2000)
8. генерал-полковник, з 2002 генерал армії Тихомиров В'ячеслав Валентинович[ru] (2000—2004)
9. генерал-полковник, з 2007 генерал армії Рогожкін Микола Євгенович[ru] (2004—2014)
10. генерал-полковник, з 2015 генерал армії Золотов Віктор Васильович (2014—2016)

### Начальники штабу
Начальники Головного штабу (до 1997 р. — штабу) внутрішніх військ МВС Росії
1. Борукаев Борис Рамазанович (1988—1992)
2. Дубиняк Володимир Сергійович (1992—1993)
3. Шкірко Анатолій Опанасович[ru] (1993—1995)
4. Маслов Павло Тихонович[ru] (1995—1997)
5. Максін Борис Павлович (1997—2000)
6. Паньков Михайло Анатолійович[ru] (2000—2002)
7. Рогожкін Микола Євгенович[ru] (2002—2004)
8. Бунін Сергій Вікторович (2004—2016)

## Вищі навчальні заклади

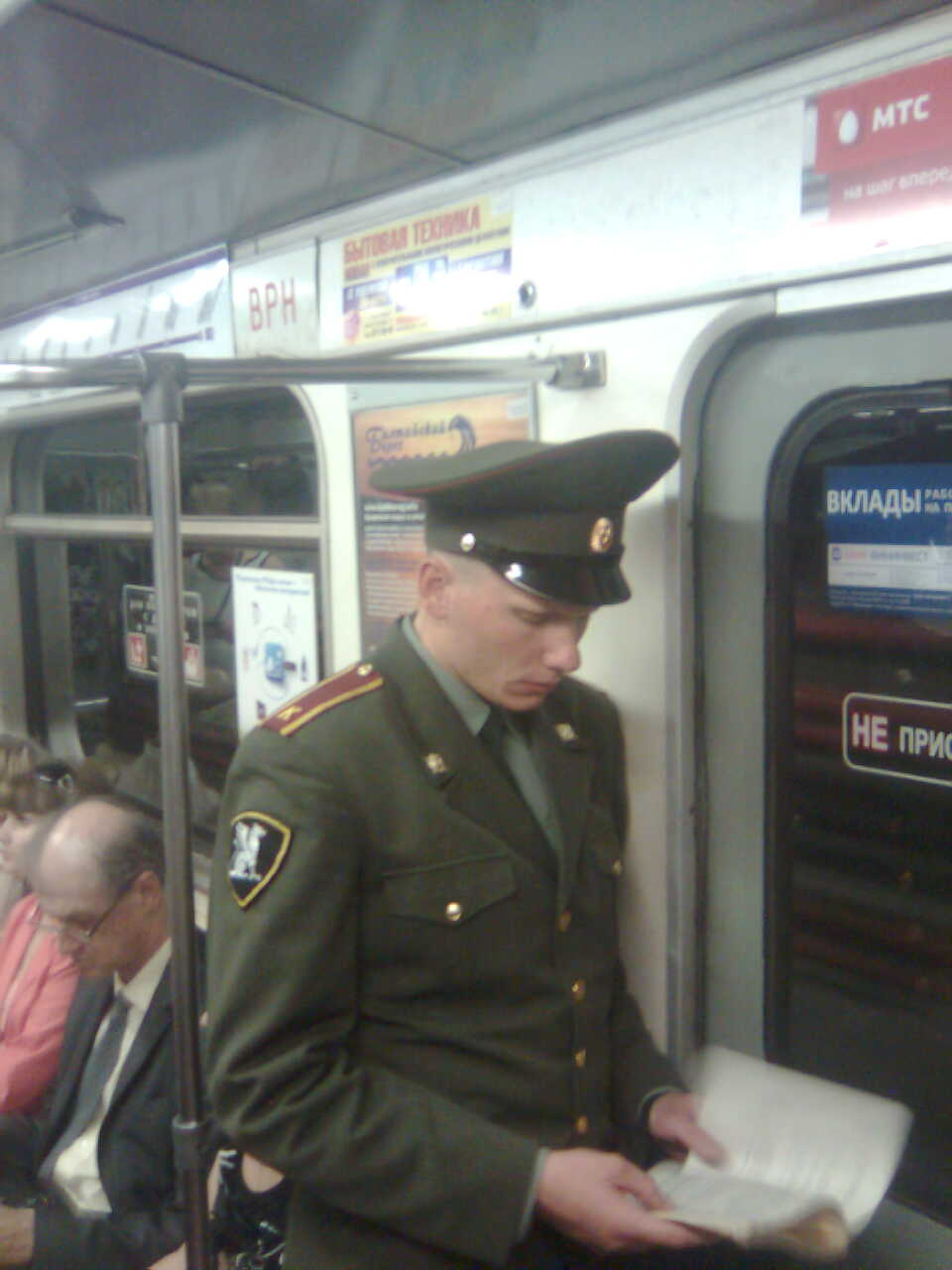
Курсант військового навчального закладу внутрішніх військ МВС Росії.

- Новосибірський військовий інститут внутрішніх військ[ru] імені генерала армії І. К. Яковлєва[ru]
- Пермський військовий інститут внутрішніх військ
- Санкт-Петербурзький військовий інститут внутрішніх військ[ru]
- Саратовський військовий інститут внутрішніх військ

Також у складі Військового університету МО Російської Федерації існував факультет внутрішніх військ МВС Росії.